# Sofía Oxandabarat
Sofía Oxandabarat (Salto, 15 de junio de 1994) es una comunicadora, periodista y futbolista uruguaya. Actualmente juega en el Club Nacional de Football de la Primera División de Uruguay y en la Selección de Fútbol de Uruguay

## Biografía
Sofía es Licenciada en Comunicación por la Facultad de Información y Comunicación de la Universidad de la República.

## Ámbito deportivo
Ocupa la posición de delantera. Jugó en Racing Club de Montevideo, donde fue goleadora, y desde  2021  en Defensor Sporting Club. También juega con el N° 19 de la Selección Femenina de Fútbol de Uruguay.
Fue portada de la revista Refería del diario El Observador por sus logros deportivos.
Campeona con Racing Club de Montevideo de la divisional B del Campeonato Uruguayo y goleadora con del campeonato con 20 goles.
En 2021, resultó ganadora del Campeonato Uruguayo con Defensor Sporting Club, transformándose en goleadora histórica de con 31 goles.
En 2022, jugó en la Copa Libertadores que se disputó en Quito, Ecuador. 
En 2022, goleadora del Campeonato Uruguayo con 17 goles y galardonada como mejor jugadora del torneo.
También fue goleadora histórica de Defensor Sporting Club con 31 goles.

## Equipos
- Racing Club de Montevideo
- Defensor Sporting Club
- Montevideo Wanderers Fútbol Club
- Club Atlético Talleres
- Nacional de Montevideo

## Logros
- 2020, Goleadora con Racing Club con 20 goles.
- 2020, Campeona de la segunda división del fútbol uruguayo con Racing Club.
- 2020, Goleadora en Segunda División.[9]
- 2021, Campeona uruguaya con Defensor Sporting. Goleadora del Campeonato Uruguayo con Defensor Sporting (17 goles).
- 2022, Goleadora Histórica del Defensor Sporting Club con 31 goles.
- 2022, Premio de Fútbolx100, elegida mejor jugadora del fútbol uruguayo.
- 2024, Máxima goleadora extranjera histórica de Talleres con 20 goles.